# Аржанухин, Сергей Владимирович
Серге́й Влади́мирович Аржану́хин (род. 1 сентября 1957, Челябинск-40) — российский философ, доктор философских наук, специалист по философским и общественно-политическим взглядам русских масонов, профессор по кафедре государственного и муниципального управления, профессор Уральского института управления — Российской академии народного хозяйства и государственной службы при Президенте РФ, действительный член РАЕН.

## Биография
Родился 1 сентября 1957 года в семье офицера в закрытом городе Челябинске-40 (ныне — город Озёрск Челябинской области). После техногенной катастрофы на производственном объединении «Маяк», связанной с взрывом одной из ёмкостей, в которой хранились высокоактивные отходы, семья переехала в начале ноября 1957 года в Нижний Тагил Свердловской области по новому месту прохождения военной службы отца. В 1974 году окончил среднюю школу № 50 Свердловска.
Под непосредственным влиянием старшего брата — Владислава Владимировича Аржанухина — поступил в 1975 году на дневное отделение философского факультета УрГУ им. А. М. Горького. В это время проявил интерес к методологическим проблемам изучения сознания.
После окончания Уральского университета в 1980/1981 году стал стажёром-исследователем философского факультета ЛГУ и поступил в очную аспирантуру университета. В 1984 году под научным руководством профессора В. В. Лапицкого успешно защитил диссертацию на соискание ученой степени кандидата философских наук на тему «Методологическая роль категории „превращенной формы“ в анализе сознания». В диссертации предпринята попытка развить методологию редуктивно-предметного (безличностного) анализа сознания и культуры на основе принципов, разработанных в философии М. К. Мамардашвили.
В 1987 году, работая доцентом Уральской государственной архитектурно-художественной академии, С. В. Аржанухин утвердил направление будущих научных исследований и начал сбор архивных материалов по истории и теории русского каменщичества в фондах Государственной публичной библиотеки им. Салтыкова-Щедрина. Изучение темы шло в двух направлениях: историография истории русского масонства и источниковедение истории философских и общественно-политических взглядов каменщиков. Впервые ввёл в широкий научный и учебный оборот сочинения профессора Шварца И. Г. «О трёх познаниях: любопытном, полезном и приятном» — активного участника «Новиковского кружка» и верховного представителя «Теоретической степени Соломоновых наук» в провинции России. Провёл атрибуцию морально-нравственной работы А. М. Кутузова «Рассуждение о повиновении». Систематизировал наиболее репрезентативные теоретические источники ценностных ориентиров русских масонов, начал заниматься популяризацией истории и теории русского масонства.
Активно сотрудничал с открытым в 1990 году федеральным центром образования одарённых старшеклассников — Специализированным учебно-научным центром Уральского университета, где начинали разрабатываться новые экспериментальные планы и программы для старших классов средней школы, отвечающие новым историческим реалиям. В 1992 году выпустил оригинальное учебное пособие для лицеистов «Русская философия IX—XX вв.», где русское масонство включено в широкий историко-философский контекст. Учебное пособие было подкреплено серией хрестоматий по истории русской философии, куда вошли масонские сочинения. В 1993 году поступил в очную докторантуру Уральского государственного университета. Архивные поиски привели его к комплексному источнику — многотомному масонскому журналу екатерининского и александровского времени «Магазин свободнокаменщический», который имел печатную и рукописную формы.
В 1995 году в рамках государственной научно-исследовательской программы «Народы России: возрождение и развитие» вышла в свет монография "Философские взгляды русского масонства: по материалам журнала «Магазин свободнокаменщический». Рецензентом работы выступил профессор С. М. Некрасов — директор Всероссийского музея А. С. Пушкина. Данное исследование стало первой монографией, изданной на «постсоветском пространстве» после выхода в 1917 году в Петроградском университете магистерской диссертации Г. В. Вернадского «Русское масонство в царствование Екатерины II», и возобновила комплексное исследование русского масонства. Монография получила развернутую положительную рецензию Жана Брейара — профессора, декана факультета славистики университета Сорбонны-IV (Париж).
В 1996 году после окончания докторантуры успешно защитил диссертацию на тему «Философские и общественно-политические взгляды русского масонства второй половины XVIII — первой четверти XIX вв.». Научная новизна докторской диссертации состояла в следующем: обобщен опыт масоноведческих исследований XIX—XX веков и обозначены основные направления, по которым шло изучение философских и общественно-политических взглядов русских масонов; установлены на основании конкретно-исторического анализа те масонские системы, которые играли определяющую роль в вольнокаменщическом движении России, а в их границах обозначены историко-философские источники, которые наиболее представительны для философского мировоззрения русского масонства; проведен опыт классификации источников истории философских и общественно-политических взглядов вольных каменщиков; выявлены исторические условия формирования системы ценностных ориентаций масонства, которые позволяют рассматривать вольное каменщичество России как национальное явление в отечественной истории философии; впервые введены в историко-философский оборот целый ряд источников; выделены метафизические основания нравственной философии и установлены основные идеи и понятия религиозно-философской позиции отечественных масонов, определяющих отношение человека к миру и к обществу; проанализированы философские представления по проблемам свободы воли и отношению добра и зла; раскрыты общие черты и смысл масонского образа самопознания. Один из положительных отзывов на автореферат диссертации был прислан заведующей сектором русской литературы XVIII века Института русской литературы (Пушкинский дом) РАН, доктором филологических наук, президентом Российского общества по изучению XVIII в. — Н. Д. Кочетковой. Защищенные научные результаты исследования легли в основу программы разработанного в 1996 году спецкурса «Религиозно-философские взгляды русского масонства», который был прочитан в студенческих аудиториях Уральского государственного педагогического университета и Гуманитарного университета.
23 января 1997 года по персональному приглашению ложи «Гармония» выступал с докладом перед масонской общественностью на научной конференции «Философско-эстетические взгляды русских масонов», организованной Великой ложей России в Институте философии РАН, где познакомился с «первым масоном в новейшей российской истории» Г. Б. Дергачёвым и рядом других летописцев современного масонства. Однако дальнейшего развития научное сотрудничество с современными масонами не получило.
Материалы проводимой работы нашли своё выражение в научных конкурсах: исследовательский проект «Философские и общественно-политические взгляды русских масонов второй половины XVIII — первой четверти XIX вв (источниковедческий аспект)» решением Научного совета по проведению Всероссийского конкурса проектов по фундаментальным исследованиям в области гуманитарных наук 1993 года признан победителем; исследовательский проект «Философия как история философии» (в соавторстве) признан в 1994 году победителем I тура конкурса в рамках программы «Обновление гуманитарного образования в России»; исследовательский проект «Христианская философия русских масонов» в соответствии с итогами конкурса 1996 года получил поддержку Российского гуманитарного научного фонда. В 1998 году в рамках полученного гранта выступал с серией публичных лекций, теле- и радиопередач по организационному строению и идеологии русского масонства в ряде городов России (Арзамас, Екатеринбург, Псков).
Современные социально-исторические изменения, происходящие в России, обострили интерес учёного к постиндустриальной проблематике: вопросам управления знаниями, академического капитализма, управления повседневностью когнитария, государственного управления в информационную эпоху. С 2000 года работает профессором Уральского института управления Российской академии народного хозяйства при Президенте РФ.

## Организация учебной и научной деятельности
При непосредственном участии Аржанухина был создан в 1994 году научно-исследовательский институт русской культуры при Уральском федеральном университете (где он работал заведующим отделом философской и общественно-политической мысли России), в 1998 году участвовал в формировании гуманитарного факультета Уральского государственного лесотехнического университета (где выполнял обязанности декана факультета), была перепрофилирована кафедра прикладной психологии и педагогики в кафедру социальной антропологии и психологи в связи с открытием им в 1999 году в Уральском федеральном университете двух новых специальностей «Управление персоналом» и «Социальная антропология» (где работал заведующим кафедрой), создана в 2000 году кафедра Управления персоналом в Уральском институте управления — филиале РАНХиГС (где работал заведующим кафедрой), организован в 2006 году научно-исследовательский центр «Государственная кадровая политика и механизмы её реализации» (где работал директором), открыта в 2006 году крупномасштабная подготовка магистров для военно-промышленного комплекса Уральского федерального округа по программе «Управление человеческими ресурсами» на ОАО "Научно-производственная корпорация «Уралвагонзавод» (г. Н-Тагил) (где работал руководителем программы).

## Общественная деятельность
Научный консультант Совета по работе с персоналом Союза предприятий оборонных отраслей промышленности Свердловской области. Член комиссии по замещению вакантных должностей государственной гражданской службы Свердловской области в Министерства промышленности и науки Свердловской области (до 2021). Член Общественного совета при Министерстве промышленности и науки Свердловской области. Независимый эксперт Конкурсной комиссии Департамента по обеспечению деятельности мировых судей Свердловской области, Аттестационной комиссии Департамента и Комиссии по соблюдению требований к служебному поведению и урегулированию конфликта и интересов в Департаменте. Член Комиссии по соблюдению требований к служебному поведению государственных гражданских служащих МТУ Ространснадзор по УФО и урегулированию конфликта интересов. Независимый эксперт (без предварительного согласования) в составе Конкурсной (аттестационной) комиссии государственных гражданских служащих Уральского межрегионального территориального управления воздушного транспорта федерального агентства воздушного транспорта (Уральское МТУ Росавиации). Член конкурсной Комиссии по замещению вакантных должностей государственной гражданской службы, Комиссии по соблюдению требований к служебному поведению и урегулирования конфликта интересов Управления Федеральной службы по надзору в сфере связи, информационных технологий и массовых коммуникаций по Уральскому федеральному округу (Управление Роскомнадзора по УрФО).

### Награды
- Отмечен Благодарностью Министерства образования и науки РФ (2006);
- Почётная грамота Министерства промышленности и науки Свердловской области (2012);
- Благодарственное письмо Полномочного представителя Президента Российской Федерации в Уральском федеральном округе (2016);
- Нагрудный знак «Ветеран» Министерства науки и высшего образования Российской Федерации (2024).

## Семья
- Отец — Аржанухин Владимир Григорьевич (1926—1986) — подполковник, участник Корейской войны (приравнен к участникам Великой Отечественной войны), выпускник Дальневосточной школы военных переводчиков восточных языков (г. Канск, 1948 г.), окончил Свердловский юридический институт (1969).
- Мать — Аржанухина (урождённая Шапакина) Клавдия Ивановна (1924—2009) — труженица тыла, образование — техникум, последнее место работы — инженер ремонтно-строительного управления.
- Брат — Аржанухин Владислав Владимирович (1951—2003) — философ, исследователь восточной и западной патристики, заведующий кафедрой религиоведения Российского государственного педагогического университета им. Герцена А. И., доцент, кандидат философских наук, окончил Уральский государственный университет (1973 г.), очную аспирантуру РГПУ (1976 г.)
- Жена (до 1991 года) — Зарывных Галина Геннадьевна — педагог, доцент УралГАХУ.
- Жена — Макович Галина Владимировна — педагог, исследователь профессиональных, социальных и маркетинговых коммуникаций, профессор, доктор филологических наук (1999), окончила Челябинский государственный университет (1986).

## Публикации
- Аржанухин С. В. Мировоззрение русских вольных каменщиков: Восток и Запад // Русская философия: Восток и Запад: Тезисы 4-й конференции по русской философии. Материалы межвузовской научной конференции. Пятигорский гос. пед. ин-т иностранных языков. Пятигорск, 1994. С. 12.
- Аржанухин С. В. Образ человека по уставу вольных каменщиков // Философские науки. 1991. № 11. С. 167—173.
- Аржанухин С. В. Основные черты русского масонства второй половины XVIII — первой четверти XIX вв. // Возрождение России. Русская общественная мысль: Материалы конференции, 4-6 февраля 1993 г. (К 75-летию ННГУ). Ч. 2. Нижний Новгород, 1993. С. 117—119.
- Аржанухин С. В. и др. Очерки русской философии XVIII—XX вв. Екатеринбург, 1994.
- Аржанухин С. В. Очерк истории и теории русского масонства (вторая половина XVIII — первая четверть XIX века) // Разум власти прирастает науки. Екатеринбург, 2001. С. 186—205.
- Аржанухин С. В. Проблема личности в русском масонстве // Уральская философская школа и её вклад в развитие современной философии. Материалы научно-практической конференции, 27-29 мая 1996 г. Екатеринбург, 1996. С. 80-81.
- Аржанухин С. В. и др. Русская философия XVIII века: Хрестоматия / Сост., библиогр. статьи и примечания. Екатеринбург, 1994.
- Аржанухин С. В. и др. Русская философия второй половины XVIII века: Хрестоматия / Сост., библиогр. статьи и примечания. Екатеринбург, 1994.
- Аржанухин С. В. и др. Русская философия IX—XX вв.: Учебное пособие в 2-х ч. Ч. 1. Иркутск, 1995.
- Аржанухин С. В. и др. Русская философия IX—XX вв.: Учебное пособие для лицеистов в 2-х ч. Екатеринбург, 1992.
- Аржанухин С. В. и др. Русская философия первой половины XIX века: Хрестоматия / Сост., библиогр. статьи и примечания. Екатеринбург, 1994.
- Аржанухин С. В. Русское масонство и его значение в отечественной культуре второй половины XVIII — первой четверти XIX вв. // Гуманитаризация образования: мифология, религия, искусство: Тезисы докладов и выступлений научно — методической конференции. Екатеринбург, 1992. С. 112—116.
- Аржанухин С. В. Русское просвещение и масонство // Проблемы образования одаренных учащихся: Тезисы научно — методической конференции, 16-18 мая 1994 г. Екатеринбург, 1994. С. 3-5.
- Аржанухин С. В. Система ценностных ориентаций русского масонства // Возрождение России: проблема ценностей в диалоге культур: Материалы 2-й Всероссийской конференции, 1-5 февраля 1995. Ч. 1. Н. Новгород, 1995. С. 50-51.
- Аржанухин С. В. Философские и общественно — политические взгляды русских масонов второй половины XVIII — первой четверти XIX века (источниковедческий аспект) // Реферативный сборник избранных работ по грантам в области гуманитарных наук. Вып. 2. Екатеринбург, 1995. С. 15-16.
- Аржанухин С. В. Философские взгляды русского масонства: По материалам журнала «Магазин свободнокаменщический». Екатеринбург: УрГУ, 1995. 224 с.
- Аржанухин С. В. Философские и общественно-политические взгляды русских масонов второй половины XVIII — первой четверти XIX века. АДД. Екатеринбург, 1996.
- Аржанухин С. В. Философско-педагогические идеи русских масонов // Высшая школа в преддверии XXI века: Тезисы докладов научной конференции, посвященной 75-летию Уральского государственного университета им. М. А. Горького. Екатеринбург, 1995. С. 5-6.
- Из лекций И. Г. Шварца «О трех познаниях: любопытном, полезном и приятном». Отрывки из философских бесед покойного профессора И. Г. Шварца [предисловие, подготовка к публикации и примечания] (публикация из серии философское наследие) // Философские науки, № 1, 1992.
- Философские и общественно-политические взгляды русских масонов второй половины XVIII — первой четверти XIX вв. (брошюра) Автореферат диссертации на соискание ученой степени доктора философских наук. Екатеринбург: Урал. ун-т, 1996.
- Личность масона эпохи Екатерины II //Международная конференция Екатерина Великая: эпоха российской истории в память 200-летия со дня смерти Екатерины II (1729—1796) к 275-летию Академии наук Санкт-Петербург, 26-29 августа 1996 г.
- Особенности мировоззрения русских масонов (тезисы доклада) //Личность и культура на рубеже веков. Тезисы докладов Российской конференции, Екатеринбург, 29-30 октября 1997. Урал. гос.тех.ун-т.
- Очерки истории и теории русского масонства / /Разум власти прирастает наукой: Интеллектуальный портрет ведущих ученых Уральской академии государственной службы. УрАГС, Екатеринбург, 2001.
- Масонство // Философский энциклопедический словарь. Москва, МГУ, 2001.
- Масонство (история, миссия, организационное строение, цели и задачи организации) // Большая цифровая энциклопедия Кирилла и Мефодия. Москва, Кирилл и Мефодий, 2002.
- Шварц Иван Григорьевич / Большая цифровая энциклопедия Кирилла и Мефодия. Москва, Кирилл и Мефодий, 2002.
- Организационные патологии управления кадровым резервом на государственной гражданской службе // Вопросы управления, № 1, 2012.
- Гедонистическая модель высшего образования в постиндустриальном обществе в контексте модернизации // Вестник университета, № 15, 2013.
- Индексы счастья в муниципальном управлении: постиндустриальный аспект // Вопросы управления, № 4 (29), 2014.
- Социальные технологии государственного управления институтом семьи в постиндустриальном обществе // Институты развития демографической системы общества; сборник материалов V Уральского демографического форума. 2014.
- Управление проектами в муниципальных образованиях [Текст] : монография / С. В. Аржанухин, Г. В. Макович. — Москва : Издательский дом Академии Естествознания, 2018. — 135 с.
- Дисфункции в управлении изменениями различных типов: улучшение, переход, трансформация // Human Progress, Т.7, № 4, 2021.
- Проектное управление институтом семьи цифрового общества // Human Progress, Т.8, № 2, 2022.